# ウォード＝高橋恒等式
場の量子論において、分配関数の間のウォード＝高橋恒等式（Ward–Takahashi identity）は、理論の大域的対称性や局所的対称性から従い、繰り込みの後でも有効となる等式である。
量子電磁力学のウォード＝高橋恒等式は、元々はジョン・クリーヴ・ウォード（John Clive Ward）と高橋康（Yasushi Takahashi）により電子の波動函数繰り込み(wave function renormalization)と形状因子 F1(0) とを関係づけるために使われ、摂動論のすべての次数において紫外発散（ultraviolet divergence）が相殺することを保証する。その後、摂動論の全ての次数におけるゴールドストーンの定理の証明の拡張などにも用いられた。
より一般にはウォード＝高橋恒等式は、古典論においてネーターの定理により連続対称性からカレントの保存則が従うことの量子論におけるバージョンである。場の量子論ではそのような対称性は（ほとんど）常にこのように一般化されたウォード＝高橋恒等式を意味し、量子振幅のレベルでの対称性を課す。ここで一般化されたウォード＝高橋恒等式と呼んでいるものと本来のウォード＝高橋恒等式とは、例えば、ミカエル・ペスキン(Michael Peskin)とダニエル・シュレーダー(Daniel Schroeder)の教科書 An Introduction to Quantum Field Theory（参考文献参照）のような文献を読む際には、区別する必要がある。

## ウォード＝高橋恒等式
運動量空間(momentum space)における相関函数のウォード＝高橋恒等式は、外線の運動量が必ずしもオンシェルでない場合に適用される。
{\displaystyle {\mathcal {M}}(k;p_{1}\cdots p_{n};q_{1}\cdots q_{n})=\epsilon _{\mu }(k){\mathcal {M}}^{\mu }(k;p_{1}\cdots p_{n};q_{1}\cdots q_{n})}
を、運動量 k を持つ外線光子(ここに {\displaystyle \!\epsilon _{\mu }(k)} は光子の偏光(polarization)ベクトルであり、{\displaystyle \mu }=0,...,3に渡って和をとっている)、運動量 {\displaystyle p_{1}\cdots p_{n}} を持つn 個の電子からなる初期状態、及び運動量 {\displaystyle q_{1}\cdots q_{n}} を持つn 個の電子からなる終状態についての量子電磁力学(QED)での相関函数とする。さらに、{\displaystyle {\mathcal {M}}_{0}} を元の振幅から運動量 k をもつ光子を取り除くことにより得られるより単純な振幅(amplitude)とする。すると、ウォード＝高橋恒等式は、
{\displaystyle k_{\mu }{\mathcal {M}}^{\mu }(k;p_{1}\cdots p_{n};q_{1}\cdots q_{n})=e\sum _{i}\left[{\mathcal {M}}_{0}(p_{1}\cdots p_{n};q_{1}\cdots (q_{i}-k)\cdots q_{n})\right.}
{\displaystyle \left.-{\mathcal {M}}_{0}(p_{1}\cdots (p_{i}+k)\cdots p_{n};q_{1}\cdots q_{n})\right]}
となる。ここに e は電子の電荷であり負の値をとる。{\displaystyle {\mathcal {M}}} の外線電子の運動量がオンシェルの場合には、この等式の右辺の振幅はそれぞれオフシェルの外線粒子を１つ持ち、従って、S-行列要素に寄与しないことに注意。

## ウォードの恒等式
ウォードの恒等式は、ウォード＝高橋恒等式をS-行列要素へ特殊化した恒等式であり、物理的に可能な散乱過程を記述するので、すべてのが外部粒子のオンシェルを持つ。繰り返すが、{\displaystyle {\mathcal {M}}(k)=\epsilon _{\mu }(k){\mathcal {M}}^{\mu }(k)} を、運動量 {\displaystyle \!k} の外部光子を持つ QED 過程の振幅とする。ここに {\displaystyle \!\epsilon _{\mu }(k)} は、光子の偏光(polarization)ベクトルである。すると、ウォードの恒等式は、
{\displaystyle k_{\mu }{\mathcal {M}}^{\mu }(k)=0}
である。物理的には、この恒等式の意味は、ランダウゲージで起きる光子の縦方向の偏光は物理的ではなく、S-行列から消える。
この使い方の例は、QED の真空偏極と電子の頂点函数のテンソル構造を拘束することを意味する。

## 経路積分での導出
経路積分の定式化において、ウォード＝高橋恒等式は、ゲージ変換の下での汎函数測度の不変量の反映である。詳しく言うと、{\displaystyle \delta _{\epsilon }} で ε によるゲージ変換を表すと（加えて、ε を系の物理的対称性が大域的である場合や大域的対称性が存在しない場合でも、汎函数測度の不変性についてのみ心配するだけでよい）、
{\displaystyle \int \delta _{\epsilon }\left({\mathcal {F}}e^{iS}\right){\mathcal {D}}\phi =0}
は、汎函数測度の不変性を表す。ここに S は作用であり、{\displaystyle {\mathcal {F}}} は量子場の汎函数である。ゲージ変換が理論の大域的対称性に対応すると、（場 φ の汎函数として）あるカレント(current) J に対し、曲面項(surface term)を無視することを仮定した部分積分により、
{\displaystyle \delta _{\epsilon }S=\int \left(\partial _{\mu }\epsilon \right)J^{\mu }\mathrm {d} ^{d}x=-\int \epsilon \partial _{\mu }J^{\mu }\mathrm {d} ^{d}x}
となる。
すると、ウォード＝高橋恒等式は、
{\displaystyle \langle \delta _{\epsilon }{\mathcal {F}}\rangle -i\int \epsilon \langle {\mathcal {F}}\partial _{\mu }J^{\mu }\rangle \mathrm {d} ^{d}x=0}
となる。この等式のネーターの連続方程式の QFT における類似物は {\displaystyle \partial _{\mu }J^{\mu }=0} である。
ゲージ変換が実際のゲージ対称性に対応すると、
{\displaystyle \int \delta _{\epsilon }\left({\mathcal {F}}e^{i\left(S+S_{gf}\right)}\right){\mathcal {D}}\phi =0}
となる。ここに S はゲージ不変は作用であり、Sgf はゲージ不変ではないゲージ固定(gauge fixing)項である。
しかし、たとえ大域的対称性が存在しない（対称性が破れている）場合でも、ウォード＝高橋恒等式はチャージの非保存の率を記述する。
汎函数測度がゲージ不変でないが、λ を場 φ の汎函数としたときには
{\displaystyle \int \delta _{\epsilon }\left({\mathcal {F}}e^{iS}\right){\mathcal {D}}\phi =\int \epsilon \lambda {\mathcal {F}}e^{iS}\mathrm {d} ^{d}x}
を満すとすると、アノマリーウォード＝高橋恒等式を得る。このことの例はカイラルアノマリー(chiral anomaly)がある場合である。